# أميانوس مارسيليانوس
أميانوس مارسيليانوس هو مؤرخ روماني من القرن الرابع للميلاد. عاش في الفترة (325-بعد 391)م، صاحب أحد أهم كتب التواريخ في القرن الرابع للميلاد. كتب مؤلفا يتحدث عن تاريخ روما في ما بين 96-378، لكن فقدت الأجزاء الأولى منه وبقي الجزء الذي يتحدث عن الفترة المتأخرة.

## روابط خارجية
- أميانوس مارسيليانوس على موقع الموسوعة البريطانية (الإنجليزية)
- أميانوس مارسيليانوس على موقع إن إن دي بي (الإنجليزية)